# Unimog 405
L'Unimog 405 est une gamme d'Unimog de Mercedes-Benz fabriquée par Daimler Truck Holding AG. Le véhicule, développé à la fin des années 1990, est produit en série depuis 2000. L'Unimog 405 sortait initialement de la chaîne de montage de Gaggenau avant que la production ne soit transférée à Wörth am Rhein en 2002. L'Unimog 405 est un Unimog porte-outils et succède donc aux précédentes gammes 408, 418 et 427. Bien que l'Unimog 405 partage de nombreuses caractéristiques avec les Unimog précédents, il présente quelques innovations techniques frappantes. En particulier, les essieux portique, qui ne sont plus guidés par des tubes de poussée mais par des guidons, ainsi que le châssis en échelle plate sont des innovations fondamentales.
L'Unimog 405 est disponible d’usine sous forme de camion de sept tonnes et demie (C1), de camion de quarante tonnes (C) ou de tracteur agricole (T). Il est construit parallèlement à l'Unimog 437.4, dont la conception est techniquement différente de celle de l'Unimog destiné à une utilisation tout-terrain. Il existe trois variantes de l'Unimog 405 : UGN (2000-2016), LUG (2007-2013) et UGE (depuis 2013). Il existe au total 22 modèles, dont deux (405.210 et 405.230) étaient exclusivement vendus sur le marché nord-américain sous le nom de Freightliner Unimog U 500.

## Modèles sur base ou de l’Unimog 405
Au cours de sa période de construction de plus de vingt ans, l'Unimog 405 s'est développé en un Unimog porte-outils qui peut être différenciés selon les variantes, les noms de vente et les variantes. Les trois variantes présentent des différences notables tant sur le plan technique qu’esthétique. Lors de l'introduction de l'Unimog 405, il n'existait initialement que la variante UGN (nouveau Unimog porte-outil; Unimog-Geräteträger Neu en Allemand), qui a été construite jusqu'en 2016. La variante UGE est produite en tant que version révisée depuis 2013. De 2007 à 2013, parallèlement à l'UGN, il y avait le LUG (Unimog porte-outils léger; Leichter Unimog-Geräteträger en Allemand) avec un empattement plus court et une cabine sur moteur. Au total, 13 930 véhicules des variantes UGN et LUG ont été construits. L’UGE étant toujours en production (en juin 2023), il n’existe pas de chiffres de production définitifs pour cette variante.

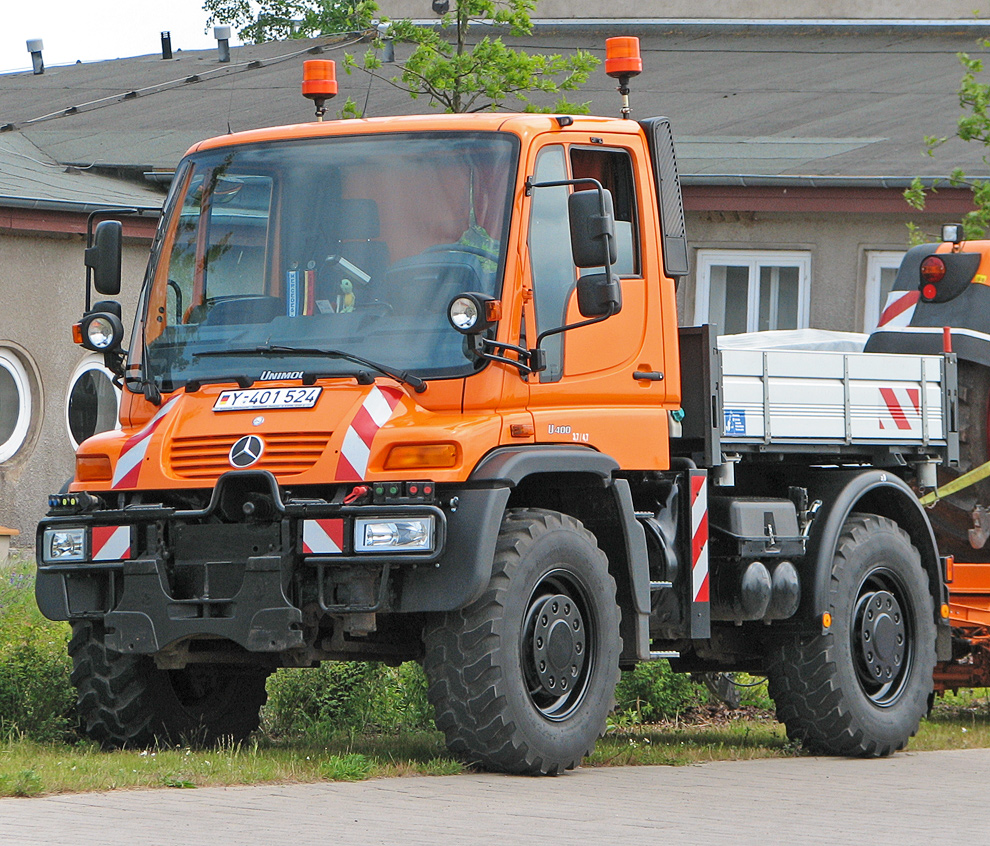
UGN (2000–2016)
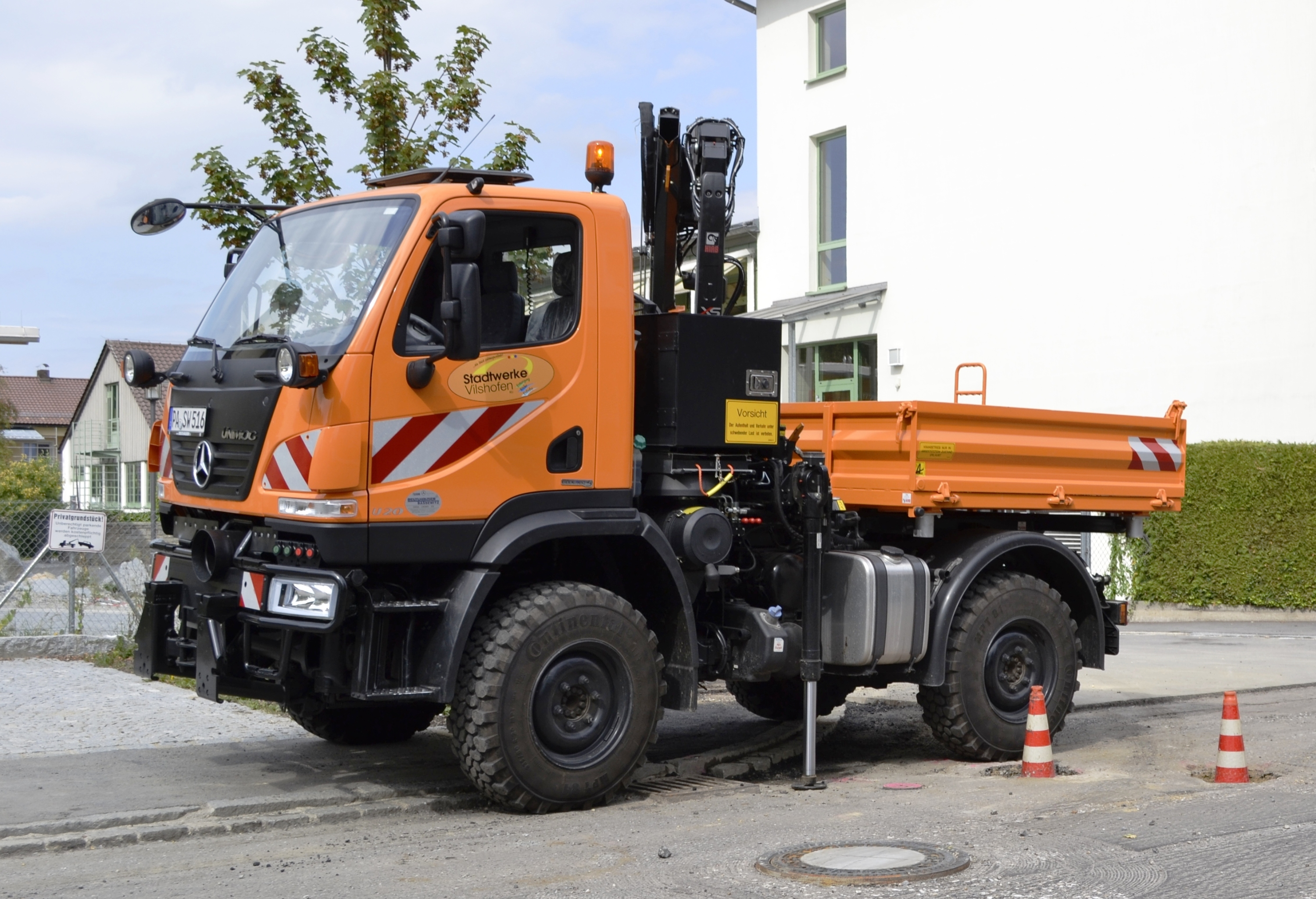
LUG (2007–2013)
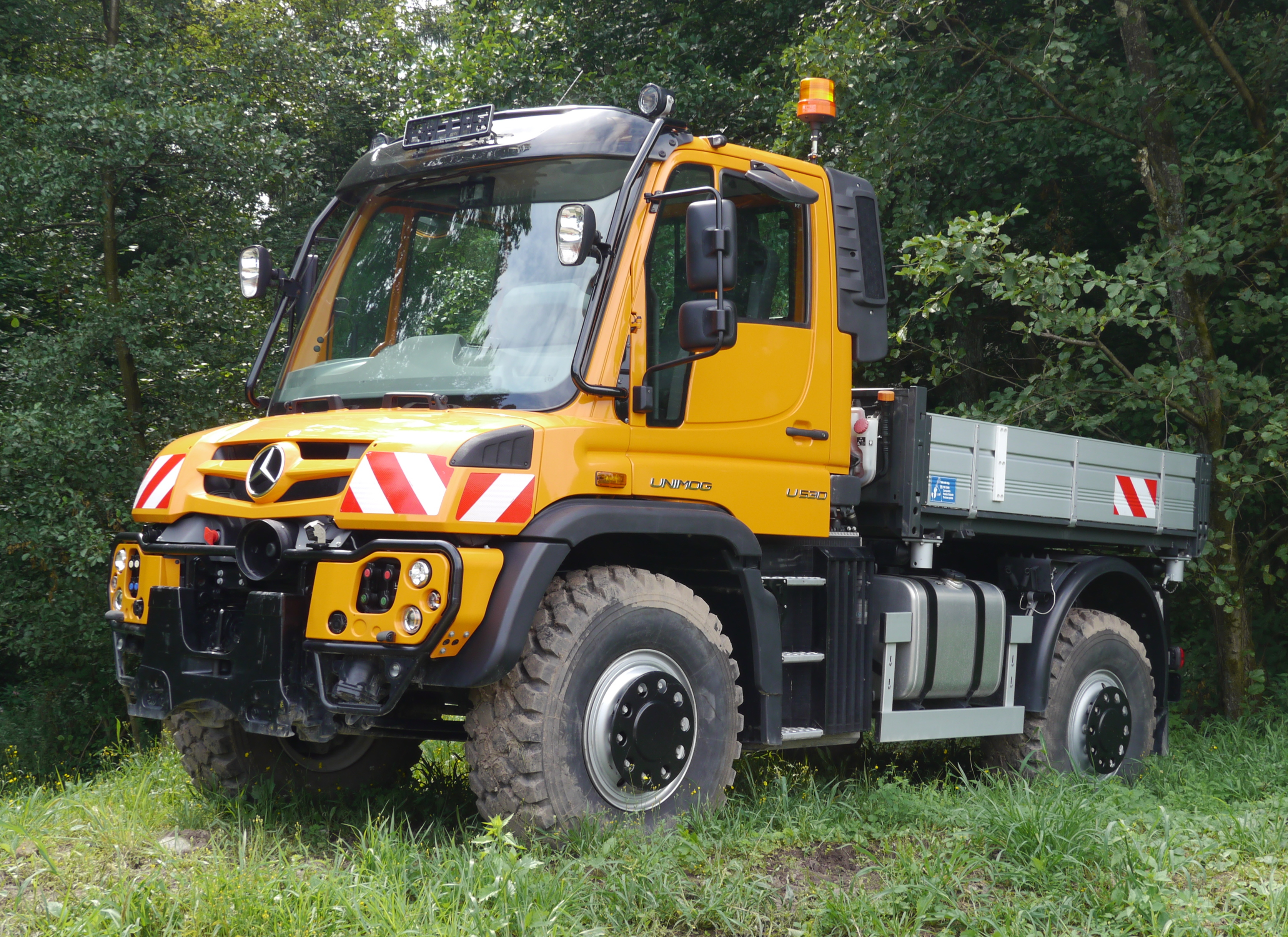
UGE (2013–)

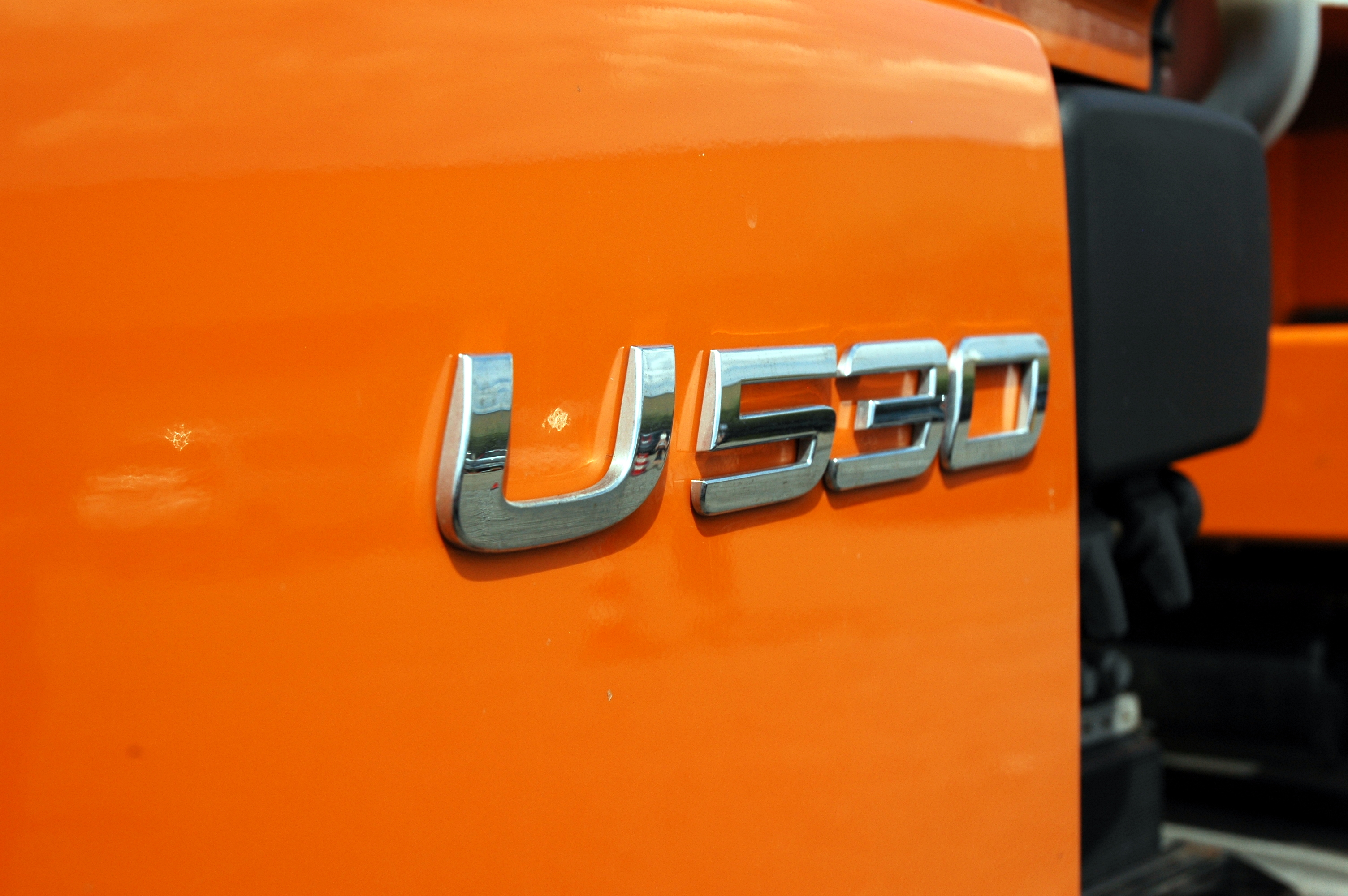
U 530, un modèle avec une charge utile élevée et une puissance moteur de 300 ch (modèle 405.202)

Le nom de vente de tous les Unimog de la gamme 405 est un numéro à trois chiffres précédé d'un U, tel que U 318. La seule exception à cette règle est le LUG, qui a toujours été vendu sous le nom d'Unimog U 20. Dans le nom de vente, le premier chiffre indique la masse totale approximative : 2 = 7,5-9,3 t, 3 = 7,5-10,2 t, 4 = 12-12,5 t, 5 = 15,5-16 t. Depuis l'introduction de l'UGE en 2013, environ un dixième de la puissance du moteur en chevaux peut être lu à partir des deuxièmes et troisièmes chiffres du nom de vente. L’U 318 est un camion de sept tonnes et demie dont le moteur de 130 kW développe une puissance de 180 ch arrondie à l'unité supérieure. L'exception à cette règle est l'U 300, qui est proposé sur certains marchés sous le nom d'Unimog U 290.
Depuis l'introduction de l'UGE, il existe les noms de vente U 427 et U 435; Les deux noms de ventes peuvent aussi être compris comme des noms de gamme, comme pour la gamme Unimog 427, un prédécesseur de l'Unimog 405, ou la gamme Unimog 435, qui sont techniquement fondamentalement différents de l'Unimog 405 décrit dans cet article.
Au total, la gamme Unimog 405 se compose de 22 modèles, se différenciant par la longueur de châssis (et donc l'empattement), la gamme de moteurs et la charge maximale autorisée par essieu. Tous les modèles ont un numéro à six chiffres commençant par 405 et les trois derniers chiffres sont séparés par un point. Par rapport aux Unimog précédents, il existe différentes classifications en fonction des charges par essieu, ce qui se reflète particulièrement dans les quatrième et cinquième chiffres du modèle; Les véhicules avec la charge par essieu la plus élevée (nom de vente commençant par U 5xx) ont toujours un nom de modèle selon le schéma 405.2xx, alors que tous les autres véhicules ont un modèle selon le schéma 405.1xx. De plus, les conceptions de l'UGN, du LUG et de l'UGE sont différentes. Par exemple, l'Unimog U 318 présenté dans l'encadré d'information (empattement de 3 000 mm, moteur diesel OM 934 LA, essieux pour une charge utile faible, variante UGE) porte le nom de modèle 405.104.

### Aperçu des modèles, noms de vente et variantes
| Modèle  | Nom de vente                             | Variante | Gamme de moteur | Empattement | Puissance                              | Chiffres de production (2000–2016) | Remarques                                                                      |
| ------- | ---------------------------------------- | -------- | --------------- | ----------- | -------------------------------------- | ---------------------------------- | ------------------------------------------------------------------------------ |
| 405.050 | U 20                                     | LUG      | OM 904 LA       | 2 700 mm    | 110 kW, 115 kW, 130 kW                 | 1 123                              | Production arrêtée                                                             |
| 405.090 | U 216, U 218, U 219                      | UGE      | OM 934 LA       | 2 800 mm    | 115 kW, 130 kW, 140 kW                 |                                    |                                                                                |
| 405.100 | U 300                                    | UGN      | OM 904 LA       | 3 080 mm    | 110 kW, 130 kW, 170 kW                 | 1 593                              | Production arrêtée                                                             |
| 405.101 | U 290, U 300                             | UGN      | OM 904 LA       | 3 080 mm    | 110 kW, 115 kW, 130 kW                 | 1 487                              | Production arrêtée                                                             |
| 405.102 | U 400                                    | UGN      | OM 906 LA       | 3 080 mm    | 130 kW, 170 kW, 205 kW                 | 2 531                              | Production arrêtée                                                             |
| 405.103 | U 400                                    | UGN      | OM 904 LA       | 3 080 mm    | 130 kW, 175 kW, 210 kW                 | 2 495                              | Production arrêtée                                                             |
| 405.104 | U 318, U 319                             | UGE      | OM 934 LA       | 3 000 mm    | 130 kW, 140 kW                         |                                    |                                                                                |
| 405.105 | U 323                                    | UGE      | OM 934 LA       | 3 000 mm    | 170 kW                                 |                                    |                                                                                |
| 405.110 | U 327 U 427, U 429, U 430, U 435         | UGE      | OM 936 LA       | 3 150 mm    | 200 kW, 210 kW, 220 kW, 260 kW         |                                    |                                                                                |
| 405.120 | U 300                                    | UGN      | OM 904 LA       | 3 600 mm    | 110 kW, 130 kW, 170 kW                 | 294                                | Production arrêtée                                                             |
| 405.121 | U 300                                    | UGN      | OM 904 LA       | 3 600 mm    | 110 kW, 115 kW, 130 kW                 | 135                                | Production arrêtée                                                             |
| 405.122 | U 400                                    | UGN      | OM 906 LA       | 3 600 mm    | 125 kW, 130 kW, 170 kW, 205 kW         | 1 147                              | Production arrêtée                                                             |
| 405.123 | U 400                                    | UGN      | OM 904 LA       | 3 600 mm    | 130 kW, 175 kW, 210 kW                 | 707                                | Production arrêtée                                                             |
| 405.125 | U 327, U 423, U 427, U 429, U 430, U 435 | UGE      | OM 934 LA       | 3 600 mm    | 170 kW, 200 kW, 210 kW, 220 kW, 260 kW |                                    |                                                                                |
| 405.200 | U 500                                    | UGN      | OM 906 LA       | 3 350 mm    | 170 kW, 205 kW                         | 457                                | Production arrêtée                                                             |
| 405.201 | U 500                                    | UGN      | OM 906 LA       | 3 350 mm    | 175 kW, 210 kW                         | 740                                | Production arrêtée                                                             |
| 405.202 | U 527, U 529, U 530, U 535               | UGE      | OM 936 LA       | 3 350 mm    | 200 kW, 210 kW, 220 kW, 260 kW         |                                    |                                                                                |
| 405.210 | U 500                                    | UGN      | OM 906 LA       | 3 080 mm    | 194 kW                                 | 29                                 | Production arrêtée; vendu sous le nom de Freightliner Unimog U 500 (2002–2007) |
| 405.220 | U 500                                    | UGN      | OM 906 LA       | 3 900 mm    | 170 kW, 205 kW                         | 468                                | Production arrêtée                                                             |
| 405.221 | U 500                                    | UGN      | OM 906 LA       | 3 900 mm    | 175 kW, 210 kW                         | 570                                | Production arrêtée                                                             |
| 405.222 | U 527, U 529, U 530, U 535               | UGE      | OM 936 LA       | 3 900 mm    | 200 kW, 210 kW, 220 kW, 260 kW         |                                    |                                                                                |
| 405.230 | U 500                                    | UGN      | OM 906 LA       | 3 900 mm    | 194 kW                                 | 154                                | Production arrêtée; vendu sous le nom de Freightliner Unimog U 500, 2002–2007  |

### Brabus Unimog U 500 Black Edition

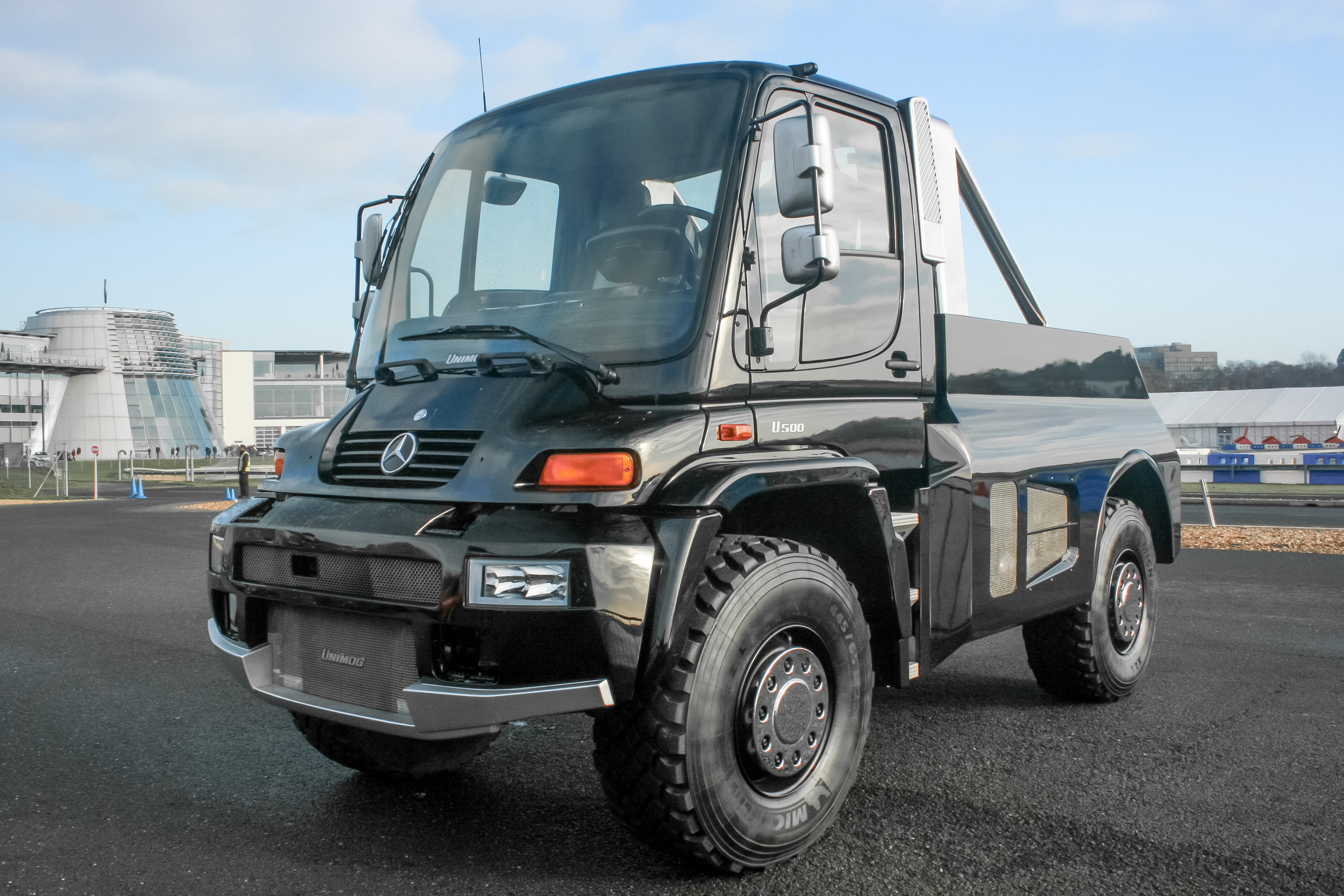
Brabus Unimog U 500 Black Edition

En décembre 2005, Mercedes-Benz a présenté le Brabus Unimog U 500 Black Edition au Dubaï Motor Show. Le véhicule est une version de luxe de l'Unimog modifié par Brabus. Il a des pare-chocs en chrome, tuyaux d'échappement en chrome, une apparence extérieure entièrement noire, des pièces de fixation de carrosserie spécialement conçues et un grand arceau de sécurité. Du polymère renforcé de fibres de carbone, de l'Alcantara, du cuir et des tissus de haute qualité ont été utilisés à l'intérieur; les vitres sont teintées. Plusieurs composants proviennent de la Mercedes-Benz W220, la Mercedes-Benz Classe S alors actuelle, comme le volant et le système d'infodivertissement comprenant le système musical. Bien que techniquement basé sur l’U 500, le Brabus Unimog U 500 Black Edition a la charge utile maximale autorisée de 11 900 kg du U 400. Le moteur était à l'époque la variante la plus puissante de l'OM 906 avec une puissance de 205 kW. La transmission avec changement de vitesse automatique est bridée; la vitesse maximale est de 120 km/h. Fin 2005, Mercedes-Benz a annoncé que le Brabus Unimog U 500 Black Edition serait construit en série si le besoin s'en faisait sentir. L'année suivante, Thomas Geiger écrivait dans Die Welt que six véhicules avaient été vendus et que trois autres étaient en production. Le nombre total de véhicules produits ne doit pas dépasser dix.

### Modèle 405.110 basé sur l'Unimog 404
Dans les années 1950 et 1960, la société Daimler-Benz AG de l'époque a conçu plusieurs véhicules blindés sous le nom de modèle 405.110, basés sur la gamme Unimog 404. Les véhicules connus sous les noms de vente Unimog SH et Unimog T n'ont pas été produits en série. Neuf de ces véhicules ont été utilisés dans les conflits armés au Congo à partir de 1962. Ils n'appartiennent pas à la gamme 405 décrite dans cet article Wikipédia.

## Historique

### 1994-2000: phase de développement

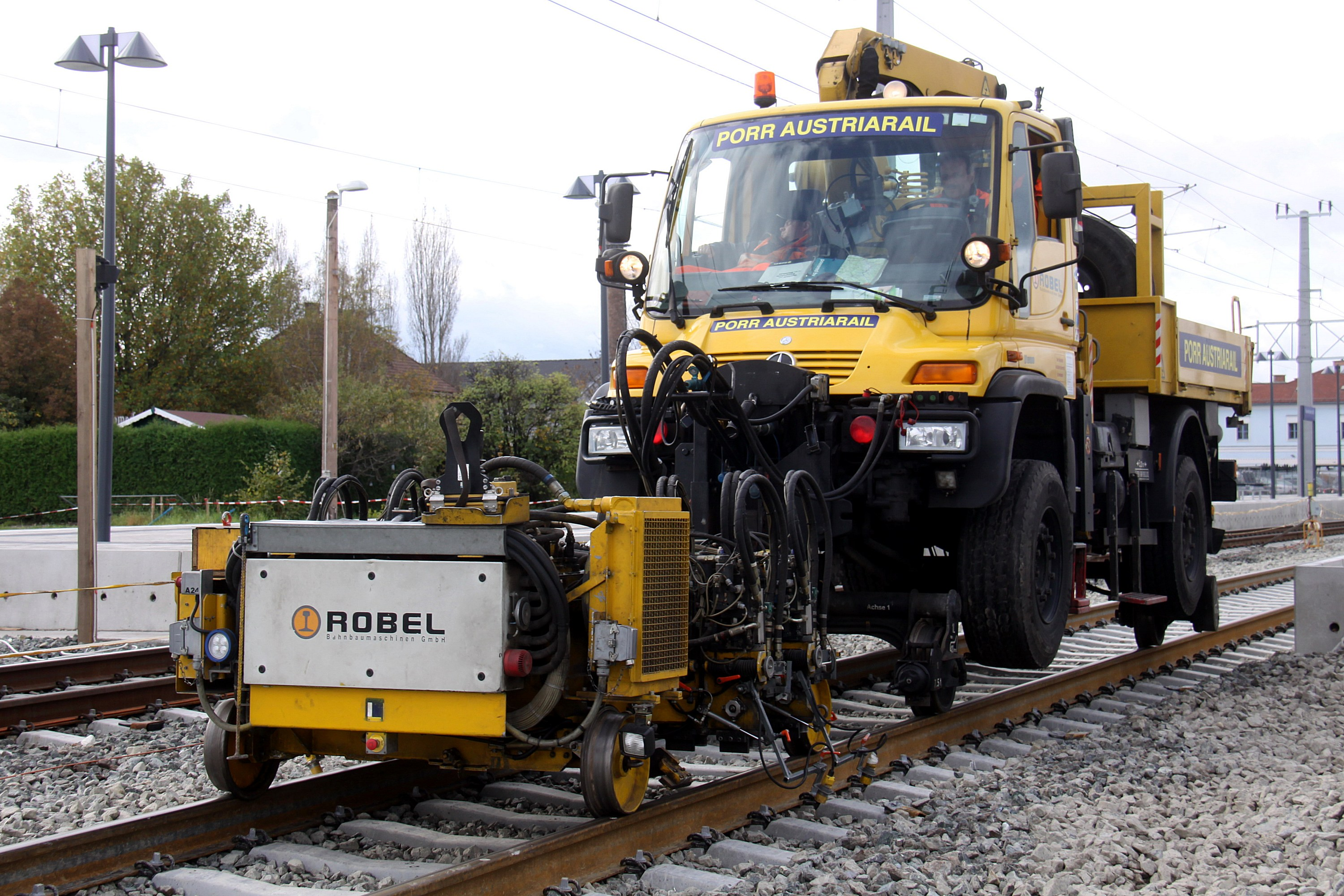
Véhicule bidirectionnel sur base d’Unimog 405

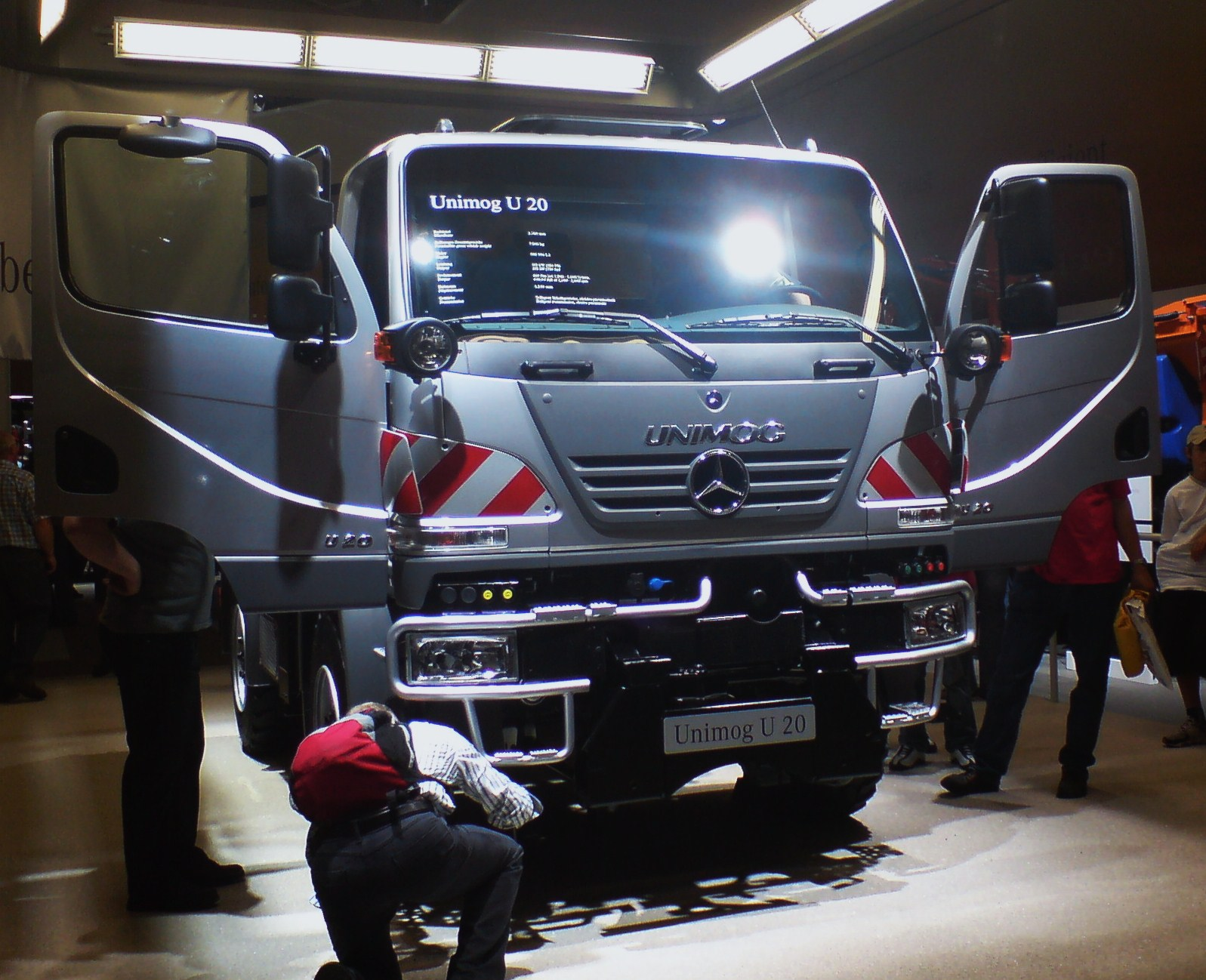
Présentation de l'Unimog U 20 à l'IAA 2006

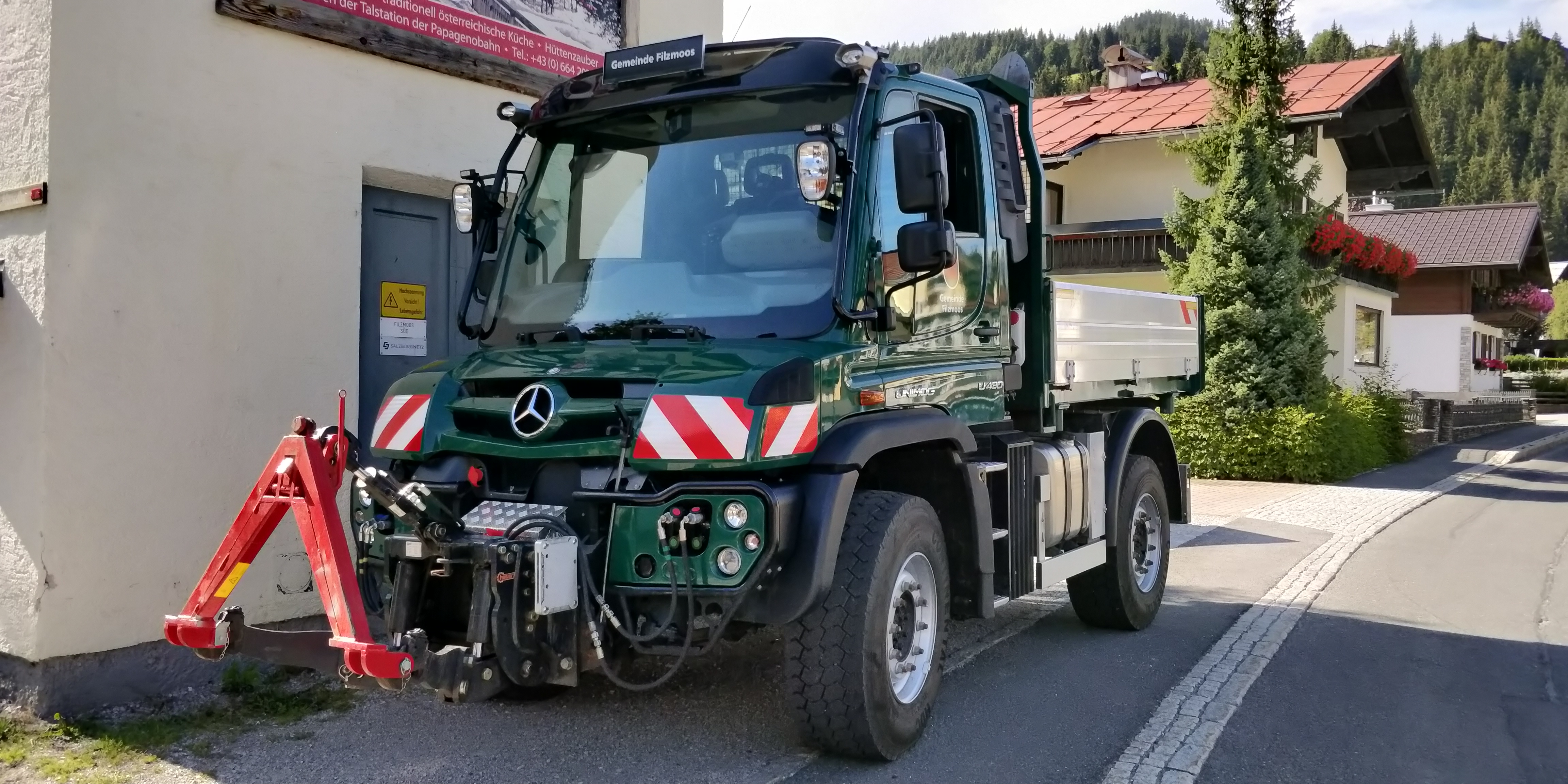
Unimog U 430 (UGE)

La planification du projet Unimog 405 a commencé en 1994. Selon Carl-Heinz Vogler, ingénieur de Daimler-Benz et historien de l'Unimog, Daimler-Benz AG a mené une analyse de marché qui a montré que les clients de l'Unimog souhaitaient un véhicule doté de propriétés de support d'équipement nettement meilleures. Daimler-Benz a alors décidé de concevoir un véhicule à cabine sur moteur moins performant mais tout-terrain afin de mieux utiliser les accessoires. Contrairement à l'Unimog 406 avec un châssis décalé et des essieux guidés par tubes de poussée, une conception avec des essieux guidés par liaison et un châssis en échelle plate a été proposée, ce qui représente une rupture avec ce qui était connu dans l'histoire de l'Unimog. Quatre espaces de montage pour les outils étaient prévus : à l'avant, à l'arrière, sur la zone de chargement et entre les essieux. Le système hydraulique a dû être conçu comme un système hydraulique à un ou deux circuits nettement plus puissant que sur les gammes précédentes. En 1996, le comité d'entreprise et le conseil d'administration de Daimler-Benz AG se sont mis d'accord sur la production à l'usine Mercedes-Benz de Gaggenau. L'ancienne DaimlerChrysler AG a élaboré une fiche technique en collaboration avec des clients d’Unimog et des fabricants d'accessoires sélectionnés. Les principaux objectifs de développement comprenaient une ergonomie et un fonctionnement améliorés pour une seule personne, une charge utile accrue, un fonctionnement du tracteur amélioré, un fonctionnement bidirectionnel, une compatibilité avec les pièces déjà existantes et une efficacité économique accrue. Pour la première fois dans le développement d'un Unimog, des outils de développement assistés par ordinateur tels que la conception assistée par ordinateur (CAO), la méthode des éléments finis (MEF) et la simulation de la dynamique des véhicules pour la conduite hors route et sur route ont été utilisés à partir de zéro. Lors du développement des gammes Unimog précédentes, comme l'Unimog 406, les ingénieurs de Daimler-Benz travaillaient encore principalement sur une planche à dessin. Au total, le développement a duré 39 mois et s'est achevé en 2000. L'Unimog 405 final est finalement devenu un véhicule à capot court; la version à cabine sur moteur n'a suivi qu'en 2006.

### 2000-2007: lancement sur le marché de l'UGN
En mars 2000, la gamme 405 a été officiellement présentée en tant que nouveau Unimog porte-outils (UGN). La production en série des modèles Unimog U 300 et Unimog U 400 a débuté en avril 2000; l'Unimog U 500 a suivi en février 2001. Le lancement sur le marché a suivi en 2002 en Amérique du Nord sous le nom de Freightliner Unimog U 500 pour l'année modèle 2003. À l'été 2002, la production a été transférée de Gaggenau à l'usine Mercedes-Benz de Wörth. Le 26 août 2002, le premier Unimog a sortir des chaînes de montage de Wörth était un Unimog 405 (U 400).
DaimlerChrysler a développé le 405.210 avec un empattement court et le 405.230 avec un empattement long spécifiquement pour le marché nord-américain. Par rapport à l'Unimog U 500 allemand, environ 500 composants sont différents, notamment le moteur diesel OM 906 LA, qui devait se conformer à la réglementation nord-américaine sur les émissions. En Amérique du Nord, l'Unimog a été retiré du marché en 2007 et 183 Freightliner Unimog ont été construits.

### 2006-2014: Modifications de l'UGN et LUG de courte durée
En raison des changements intervenus dans la législation européenne sur les véhicules automobiles en 2006, l'UGN a reçu son premier lifting technique. Alors que l'extérieur est resté en grande partie inchangé, les moteurs ont été convertis à la nouvelle norme d'émission Euro IV. Dès lors, DaimlerChrysler a installé un pot de gaz d'échappement catalytique avec réduction catalytique sélective (pot catalytique SCR) pour réduire les oxyde d'azote présents dans les gaz d'échappement. Cette mesure se reflétait dans les noms de modèles, dont le sixième chiffre était augmenté d'un chiffre - dans le cas de l'Unimog U 300, par exemple, le modèle n'était plus 405.100, mais 405.101.
Fin septembre 2006, l’Unimog porte-outils léger (LUG) a été présenté sous le nom d'U 20 au Salon des véhicules utilitaires de Hanovre (IAA). Il s'agit du premier Unimog à traction avant produit en série et il possède la cabine de conduite du Mercedes-Benz Accelo, elle-même dérivée de celle du Fuso Canter. Dès 1969, il existait un prototype à cabine surélevée basé sur l'Unimog 416 avec la cabine du Mercedes-Benz LP 608. La production en série a débuté le 23 octobre 2007 et le premier U 20 a été livré à un client en janvier 2008 . Daimler AG a arrêté la production du LUG avec l'introduction de la norme d'émission Euro VI pour l'année modèle 2014. Les successeurs furent les modèles UGE U 216 et U 218, qui sont en dessous des modèles U 3xx mais restent légèrement plus grands que l’U 20.

### Depuis 2013: UGE
En avril 2013, Daimler AG a présenté la variante UGE de l'Unimog 405 en tant que modèle amélioré et successeur de l'UGN et du LUG. L'UGE a la même base technique que l'UGN, mais une technologie modernisée et un nouveau look. Les moteurs installés dans l'UGE sont l'OM 934 à quatre cylindres ou l'OM 936 à six cylindres, tous deux répondant à la norme d'émissions Euro VI. Les noms de modèles ont changé pour l'UGE, comme décrit ci-dessus. La production en série a commencé le 22 août 2013. À l'été 2021, Daimler Truck AG a présenté deux nouveaux modèles haut de gamme, l’U 435 et l’U 535. Ils sont tous deux équipés de la nouvelle variante de l'OM 936 respectant la norme Euro 6e et d'une puissance de 260 kW (environ 350 ch). Par rapport aux modèles haut de gamme précédents, les U 430 et U 530, cela représente une augmentation de puissance de 40 kW. Ceci a été réalisé en augmentant la pression moyenne de travail et donc en augmentant le couple, ce qui a rendu nécessaire le développement d'une nouvelle boîte de vitesses. Cette transmission, connue sous le nom d'UG 130, ne sera initialement (à partir de 2023) installée que sur les modèles haut de gamme. De plus, un système de suspension hydropneumatique autorégulant a été introduit en option. Le modèle U 327, techniquement basé sur l’U 427, est également disponible depuis début 2022.

## Description technique
L'Unimog 405 est un porte-outils à deux essieux. Il est structurellement conçu en tant que tel, ce qui le distingue des gammes Unimog précédentes et de l'Unimog 437.4, qui sont capables d'une utilisation tout-terrain et sont partiellement adaptés à une utilisation avec des accessoires. Le châssis en échelle plate et les essieux portiques guidés sur des guidons sont caractéristiques, ce qui permet à l'Unimog 405 d'avoir une charge totale autorisée allant jusqu'à 16 500 kg, soit nettement plus que les gammes précédentes.

### Châssis
Le châssis en échelle est un châssis en échelle de camion E 500 TM classique, en acier à grains fins avec une limite élastique de 500 MPa. La méthode des éléments finis a été utilisée pour concevoir le châssis. Comme dans les châssis en échelles de camion classiques, les traverses sont fermées et boulonnées aux longerons, ce qui augmente la rigidité en torsion. Cette caractéristique de conception permet une charge utile plus élevée sur l'Unimog 405 que sur les Unimogs à châssis décalé. Plusieurs longueurs de châssis et d’empattements ont été pris en compte lors du développement.
Comme pour tous les autres Unimog, les essieux sont des essieux portiques suspendus à des ressorts hélicoïdaux avec des amortisseurs hydrauliques télescopiques aux quatre roues. Contrairement aux gammes Unimog précédentes, les essieux sont guidés par des triangles de suspension et des bras oscillants; Des stabilisateurs de roulis sont également installés. Cela améliore le comportement de conduite sur les routes pavées,.
DaimlerChrysler, ou Daimler Truck, ont développé six essieux différents avec deux charges différentes par essieu pour la gamme 405 : Les essieux avant AU4 et arrière HU4 pour les petits modèles U-2xx et U-3xx, les essieux avant AU5 et arrière HU5 pour les modèles U 4xx et U 500 ainsi que les essieux avant AU6 et arrière HU6 avec contrôle de niveau automatique pour les U 527, U 530 et U 535. Ces derniers donnent au châssis une position plus haute de 30 mm. La largeur de voie de 1 734 mm ou 1 768 mm est suffisamment étroite pour permettre à l'Unimog 405 d'être utilisé en tant que véhicule bidirectionnel sur des voies ferrées à écartement standard (1 435 mm).
Les modèles U 4xx et U 5xx peuvent être équipés d’usine d'une direction intégrale, avec un essieu avant AU5 (au lieu d'un essieu arrière HU5) également installé à l'arrière. De plus, au lieu des ressorts hélicoïdaux standard, une suspension hydropneumatique est disponible sur demande. Les roues de 22,5 pouces sont équipées de série de pneus 315/80 R 22,5, mais des pneus plus petits ou plus grands sont également disponibles. Un système de contrôle de la pression des pneus peut être installé d’usine, mais ce n'est pas standard. Alors que l'U 300 dispose d'un système de freinage hydraulique-pneumatique combiné, tous les autres modèles disposent d'un système de freinage à air comprimé purement pneumatique, courant sur les véhicules utilitaires. Toutes les roues sont équipées de freins à disque. Un contrôle de la force de freinage (ALB), en fonction de la charge, et un système de freinage antiblocage (ABS) sont de série.
L'Unimog 405 est équipé d'une direction à recirculation de billes à assistance hydraulique de type LS 6 Bk. La réduction de l’angle de braquage braquage {\displaystyle i} améliore la tenue de route et la maniabilité à vitesse élevée. L'Unimog 405 est équipé de série d'une conduite à gauche, mais peut également être équipé d'une direction variable d’usine. La colonne de direction, y compris le boîtier de direction, le tableau de bord et les pédales, peuvent être déplacés du côté gauche vers le côté droit du véhicule (et vice versa), ce qui peut être effectué en quelques étapes seulement dans la cabine du conducteur et sans outils.

### Cabine
Il existe deux types de cabine fondamentalement différents sur l'Unimog 405 : la cabine à capot court sur l'UGN et l'UGE et la cabine sur moteur sur le LUG, qui sont décrites séparément ici. Les deux cabines ont une rangée de sièges et ne sont pas disponibles en version double cabine d’usine.

#### Cabine UGN

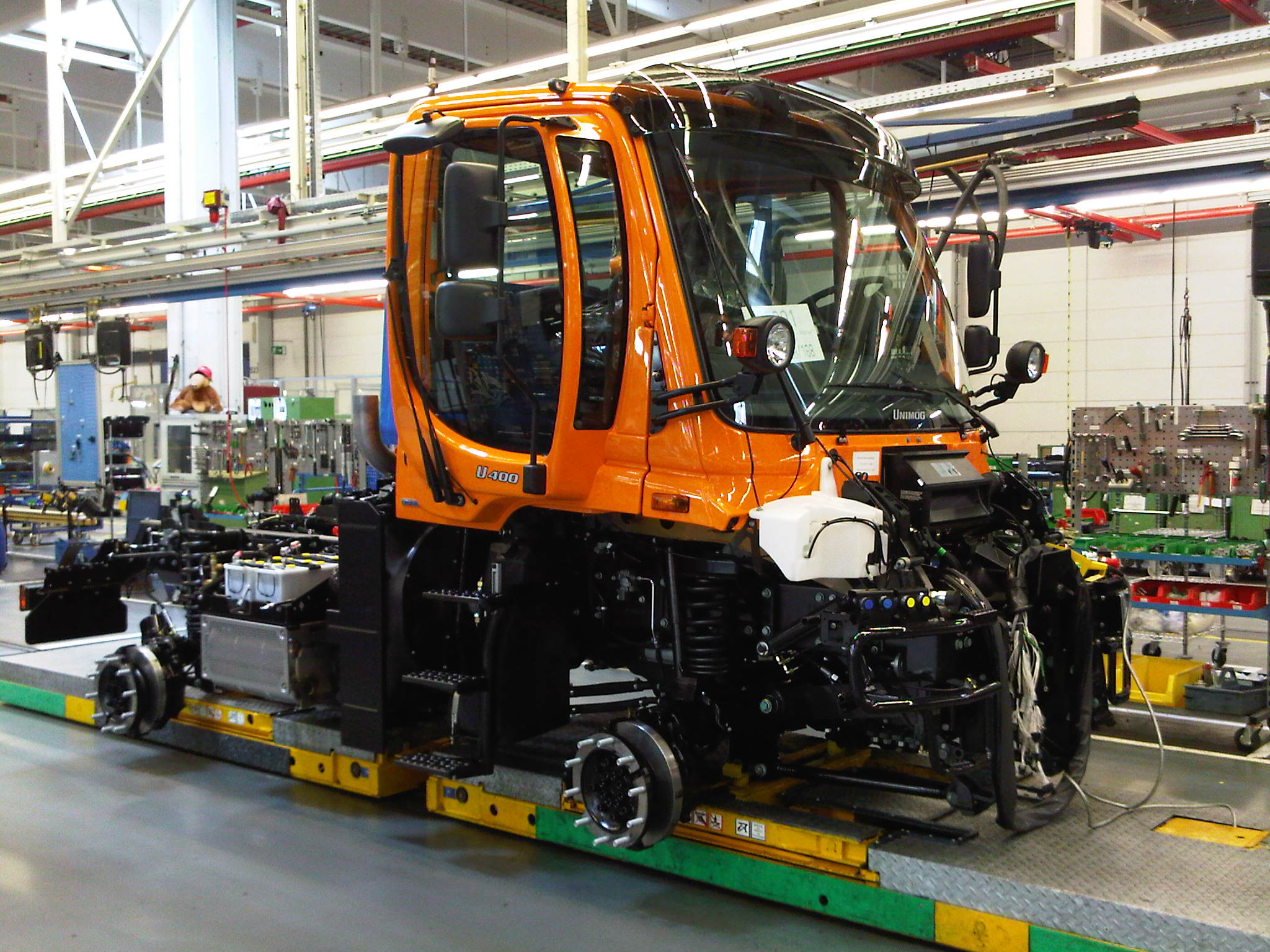
UGN avec «porte oriel»

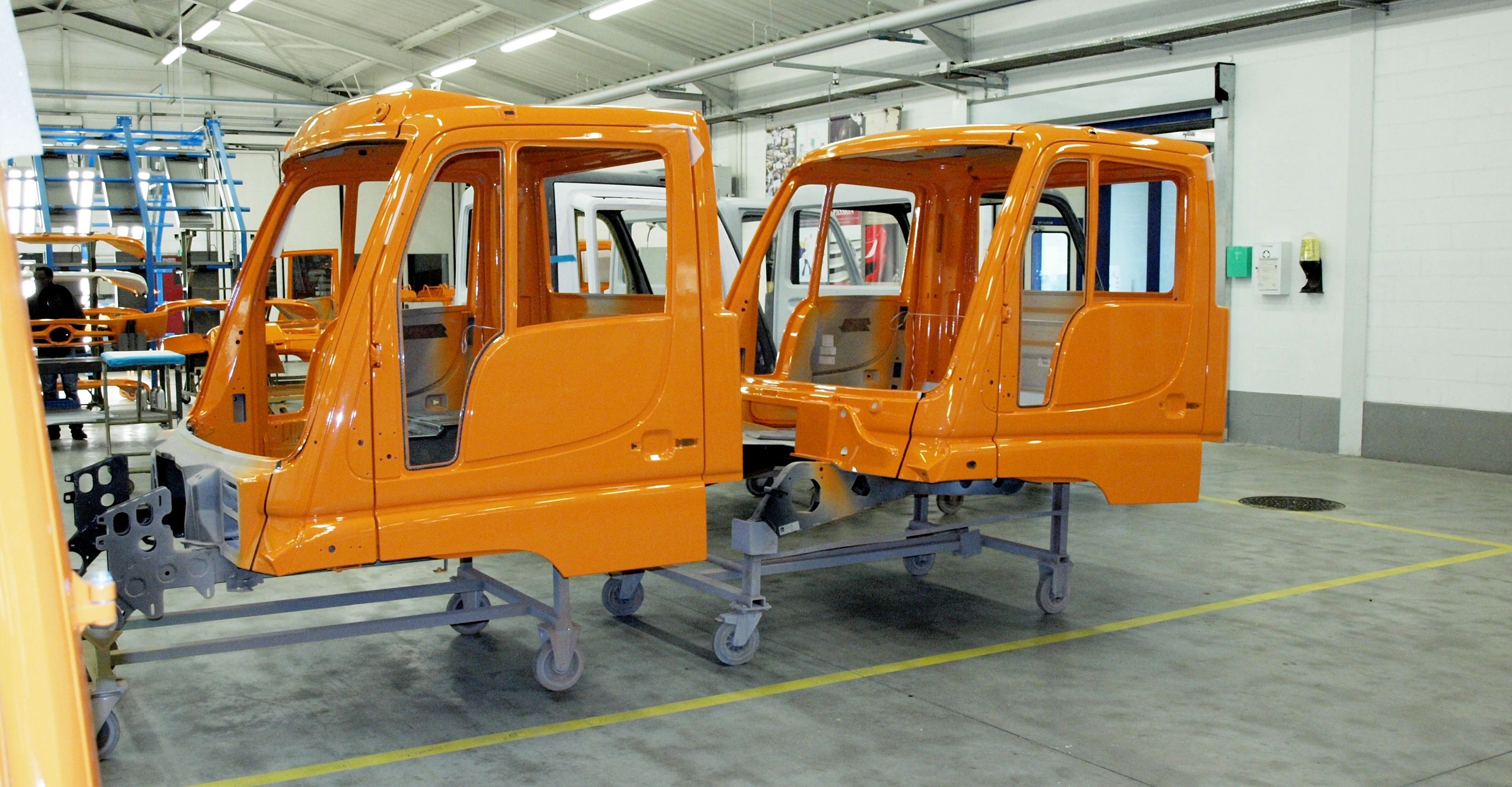
Cabines d’Unimog 405 pendant la production

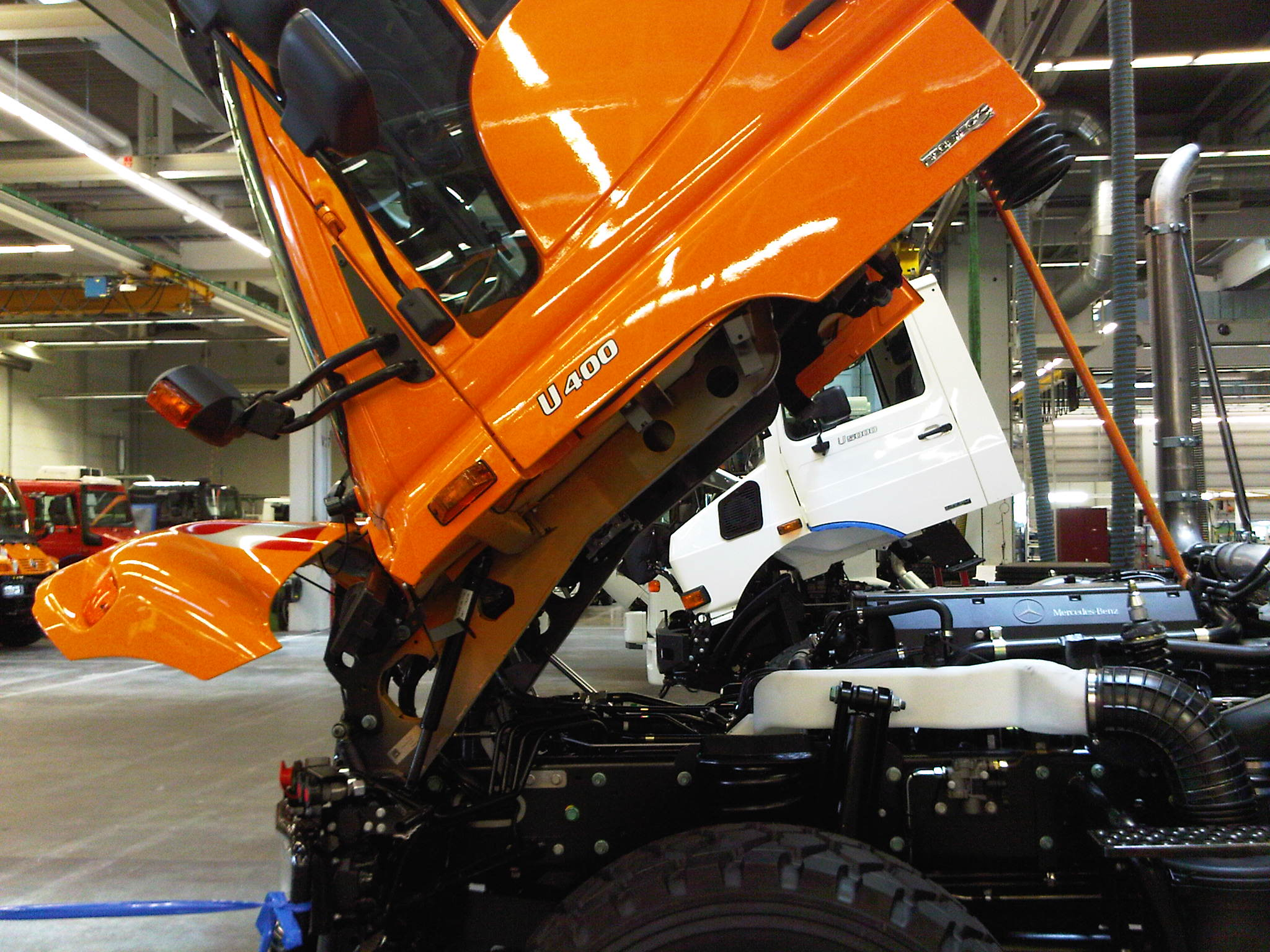
La cabine peut être inclinée à des fins de maintenance

La cabine du conducteur a été conçue par Dornier Consulting, une ancienne filiale de DaimlerChrysler AG, et montée de série sur l'UGN et l'UGE. Le moteur est installé sous la cabine du conducteur. La section avant est relativement courte et raide; le pare-brise, qui constitue la majorité de la surface avant, est raide et légèrement incurvé. Le conducteur est assis derrière l'essieu avant. Cette conception permet une bonne visibilité panoramique ainsi qu'une bonne visibilité vers l'avant. Étant donné que la zone avant de l'Unimog 405 était aussi compacte que possible, il n'y avait pas de place pour un refroidisseur d'eau, nécessaire au fonctionnement du moteur diesel. C'est pourquoi deux refroidisseurs d'eau sont installés longitudinalement derrière les roues avant.
Le matériau de la cabine de conduite est du plastique renforcé de fibres (FRP), ce qui la rend légère et rigide et permet des formes de carrosserie qui ne peuvent pas être réalisées sous cette forme avec de la tôle d'acier. Les polymères sont à base de carbone tandis que les fibres sont des fibres de verre classiques. Au total, la cabine du conducteur se compose de quatorze pièces de dix formes différentes. Elles sont collées ensemble dans l'usine de Wörth. La cabine peut être inclinée vers l'avant à des fins de maintenance. Sur demande, une «porte oriel» peut être fournie d’usine pour le côté passager, qui est courbée vers l'extérieur comme une baie vitrée pour donner à l'opérateur du véhicule une meilleure vue sur les accessoires. Les cabines de l'UGN et de l'UGE, largement identiques, se distinguent par un point frappant : la position des essuie-glaces. Alors que sur l'UGN ils sont fixés en bas, sur l'UGE ils sont fixés au-dessus du pare-brise.

#### Cabine LUG

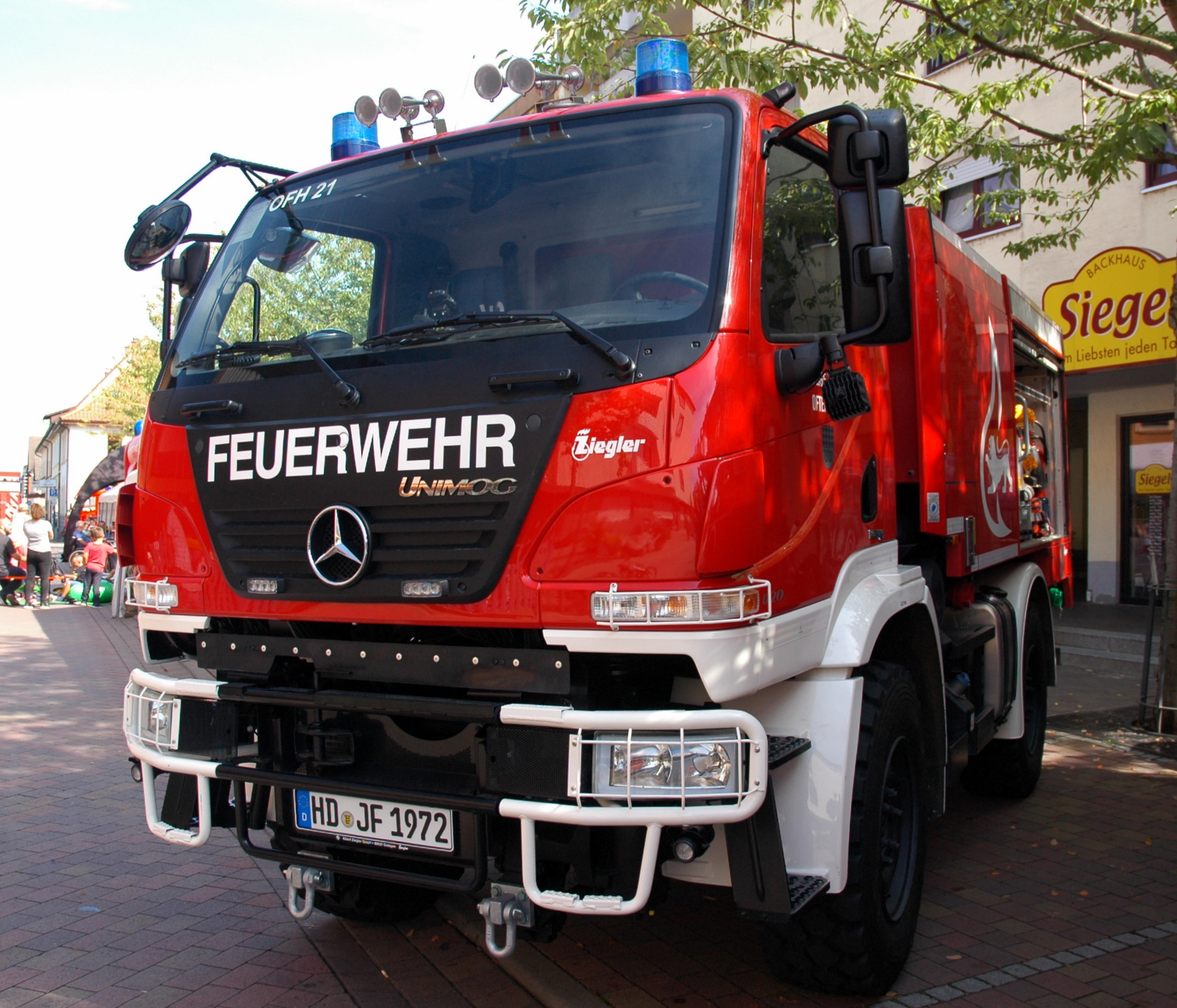
Fourgon pompe-tonne sur base d’Unimog 405.050
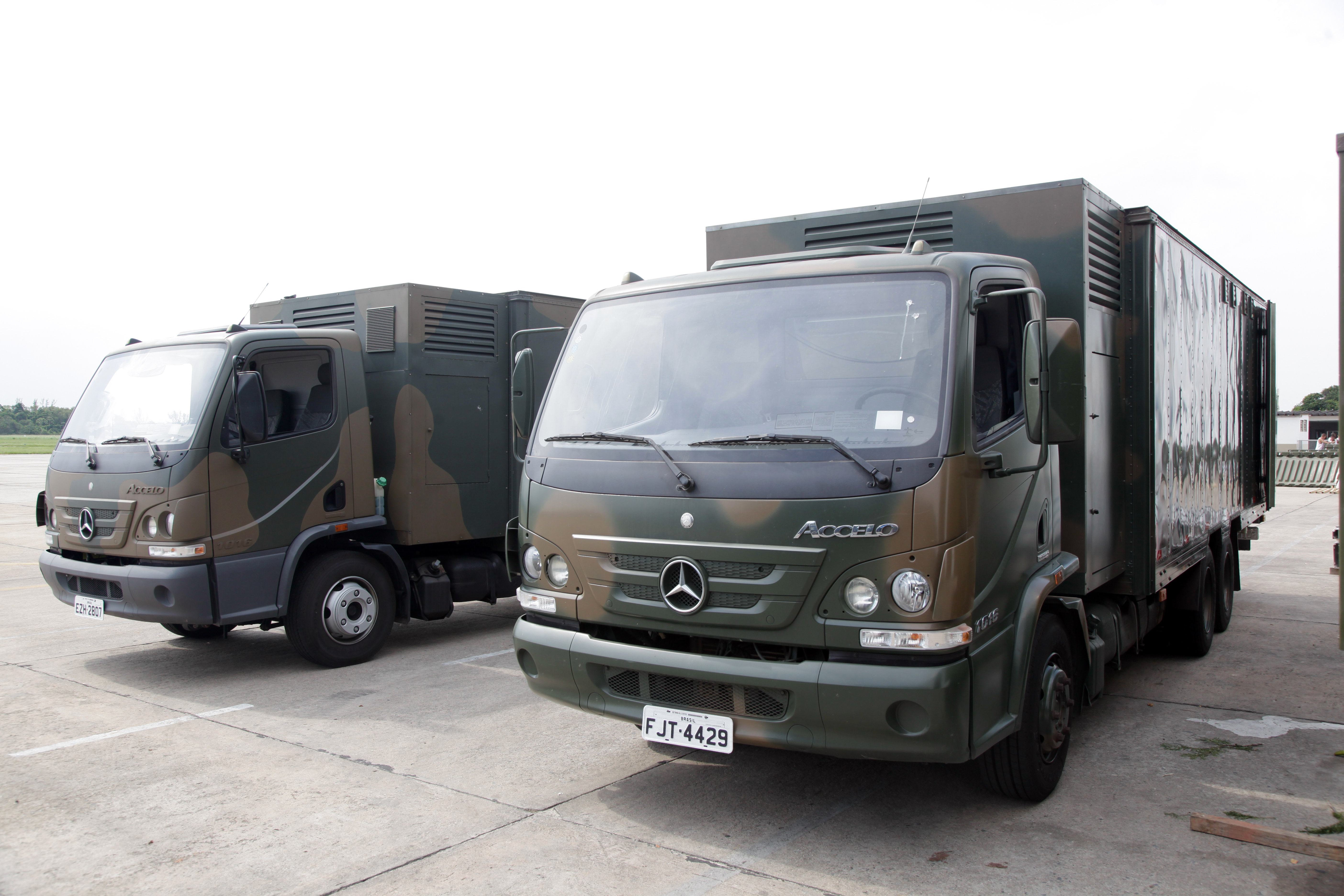
Mercedes-Benz Accelo

La cabine du LUG est la même que celle du Mercedes-Benz Accelo ,. Elle est 110 mm plus courte et montée plus en avant sur le châssis que la cabine conventionnelle des Unimog 405 UGN et UGE. Le porte-à-faux avant est plus grand de 200 mm et le conducteur est assis environ 600 mm plus en avant. Contrairement à la cabine UGN, la cabine LUG est en tôle d'acier. Elle était produite au Brésil et expédiée à Wörth pour l'assemblage final.

### Transmission

#### Concept du groupe motopropulseur
L'Unimog 405 dispose d'une transmission avec deux groupes de puissance mécanique; un troisième groupe, hydraulique, est disponible d’usine. Les performances mécaniques reposent sur deux transmissions distinctes - une à l'avant de l'Unimog, une au milieu. Le moteur est installé entre les deux boîtes de vitesses et délivre son couple à la fois par l'avant et par le volant moteur. Le couple ne peut être transféré à la sortie de l’avant (prise de force de la boîte de vitesses) que via la transmission avant, tandis que via la transmission principale (UG 100) au milieu du véhicule, le couple est transféré à une sortie du dispositif dépendant du régime moteur (arbre de prise de force du moteur), par exemple, pour entraîner une pompe centrifuge pour extinction d'incendie, une prise de mouvement à grande ou basse vitesse (prise de force) peut être transférée sur les roues de l'Unimog. Les deux essieux de l'Unimog 405 sont entraînés en permanence ; la transmission de l'essieu avant ne peut pas être désactivée. Les transmissions hydrauliques, centraux, arrière et avant peuvent être bloqués indépendamment les uns des autres afin de pouvoir transmettre différentes quantités de couple aux roues motrices respectives.

#### Transmission UG-100/8
À l'exception des modèles U 435 et U 535 introduits en janvier 2022, tous les modèles de la gamme 405 sont équipés de la transmission UG 100/8 synchrone à grande vitesse. Elle est commutée électropneumatiquement («Telligent-Schaltung») et possède des engrenages hélicoïdaux. Dans sa forme de base, la transmission UG-100 comporte deux groupes avec chacun quatre niveaux de vitesse, ce qui donne un total de huit niveaux de vitesse. Grâce à sa conception modulaire, elle peut être combinée avec des groupes supplémentaires ou des chenilles, ce qui peut donner un total de 24 niveaux de vitesse. Dans le sens marche avant, la plage de vitesse de la transmission synchrone est de 0,1 à 85 km/h sur l'UGN, tandis que l'UGE offre d’usine une vitesse maximale légèrement plus élevée allant jusqu'à 89 km/h.
Étant donné que la transmission ne dispose pas de marche arrière, il existe une marche arrière optionnelle montée sur bride qui peut être utilisée pour faire marche arrière à tous les niveaux de vitesse, bien que pour des raisons de sécurité, cela ne soit possible que sur les véhicules bidirectionnels. Sur tous les autres véhicules, les 7ème et 8ème vitesses sont verrouillées électroniquement en marche arrière et la vitesse est limitée à 30 km/h; Les véhicules bidirectionnels atteignent une vitesse maximale de 61,9 km/h en marche arrière.

#### Transmission UG-130
La transmission UG 130 est la transmission standard pour l'Unimog U 435 et l'Unimog U 535 et elle est disponible depuis 2022. Techniquement, elle est similaire à l'UG 100, mais elle est conçue pour un couple d'entrée plus élevé.

#### Embrayage et embrayage à convertisseur
De série, le couple d'entraînement est transmis à la transmission via un embrayage à sec monodisque à ressort à diaphragme et à réglage automatique, manuel. Un embrayage automatique est également disponible sur demande. Un embrayage à convertisseur est disponible d’usine pour une utilisation bidirectionnelle ou pour le remorquage de charges particulièrement lourdes. Si l'embrayage à convertisseur est installé, l’embrayage automatique est standard, mais la transmission de vitesse est manuelle. Une transmission de vitesse automatique est également disponible d’usine.

#### Transmission hydrostatique
Une transmission hydrostatique est disponible d’usine, dont la pompe d’entraînement est bridée sur le train principal UG-100 et donc indépendante du régime moteur. Elle est contrôlée électroniquement et peut être actionnée avec le levier de vitesse manuel ou la pédale d'accélérateur. Dans l'UGN, des vitesses de conduite de 0 à 25 km/h sont possibles; dans l'UGE, des vitesses de conduite de 0 à 50 km/h sont proposées.

#### Transmission de prise de force avant
La transmission de prise de force avant a une réduction de {\displaystyle i} = 2,139, ce qui donne un régime de prise de force standard de 1 000 tr/min au régime moteur nominal. Le régime peut être limité à 540 tr/min grâce à l'intervention d'une commande électronique dans l'unité de commande du moteur. Le couple d'entraînement est directement transmis depuis l'avant du moteur vers la transmission par un arbre de prise de force avant et un arbre d'entraînement, un embrayage flexible en torsion, un embrayage multidisque et un engrenage droit à un étage. La consommation électrique continue maximale autorisée via la prise de force avant est de 150 kW.

### Moteurs
L'Unimog 405 est équipé de moteur Diesel quatre et six cylindres de différentes versions de la gamme de moteurs OM 900 (OM 904, OM 906, OM 934 et OM 936).

#### OM 904 et OM 906

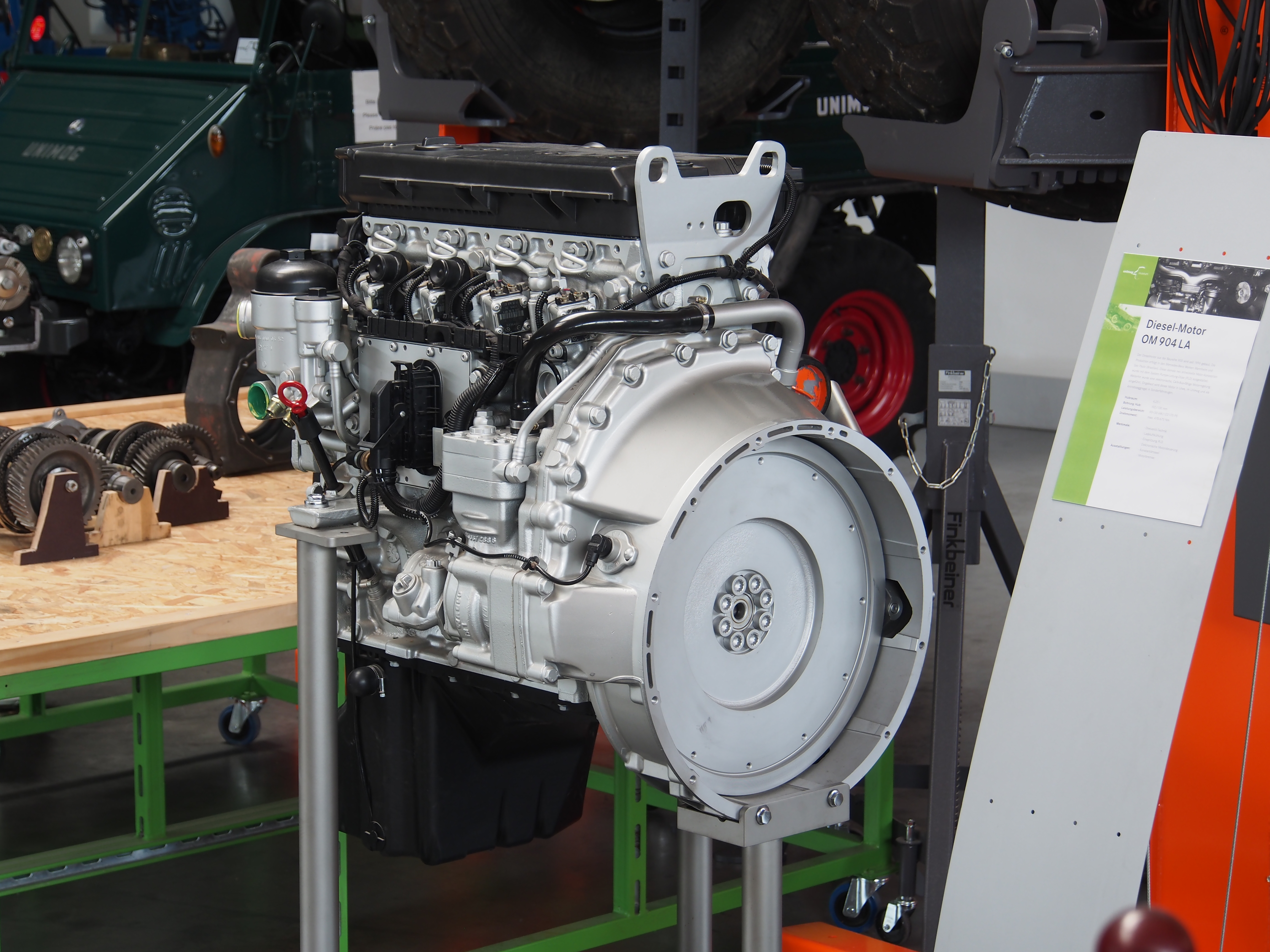
OM 904 au Musée Unimog à Gaggenau

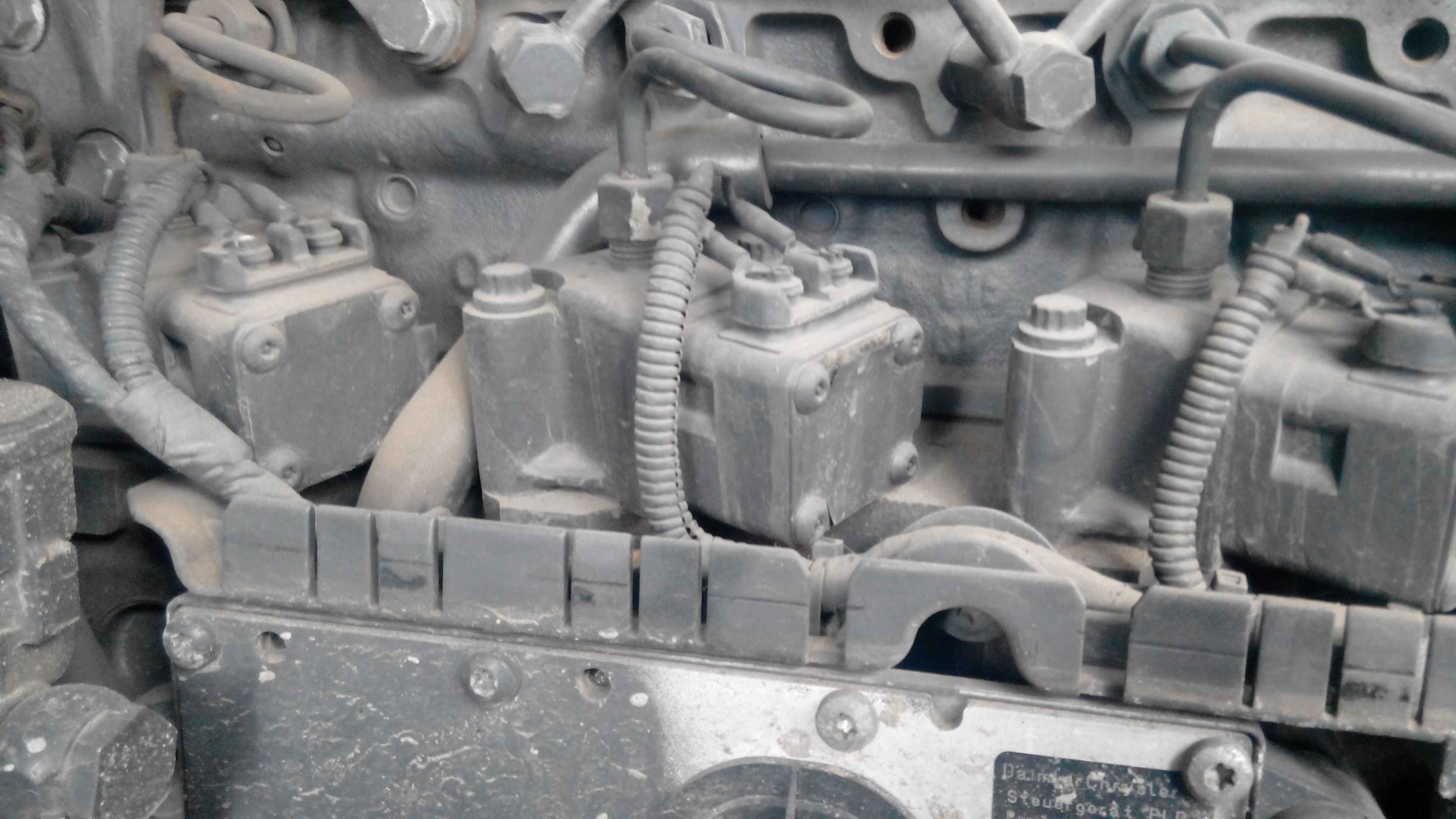
Les OM 904 et OM 906 disposent d'un système PLB : chaque cylindre est équipé d'un module d'injection séparé qui est connecté à l'injecteur via une courte ligne d'injection incurvée.

Les moteurs OM 904 et OM 906 sont les premiers de la gamme de moteurs OM 900 et ils ont été introduits en 1996. Ils ont un alésage de cylindre de 102 mm et une course de piston de 130 mm, ce qui donne une cylindrée de 4 249 cm3 pour le moteur diesel quatre cylindres OM 904 et de 6 374 cm3 pour le moteur diesel six cylindres OM 906. Il s'agit de moteurs en ligne refroidis par liquide avec des culasses à contre-courant en fonte grise; les caractéristiques de conception les plus importantes des deux moteurs sont les mêmes. Il y a trois soupapes en tête installées dans chaque cylindre, deux soupapes d'admission et une soupape d'échappement. Ils sont actionnés par un arbre à cames sous-jacent via des poussoirs, des tiges de poussée et des culbuteurs (moteur à soupapes en tête). Il existe également une soupape de décompression et un clapet d'échappement pour le frein moteur.
L'OM 904/906 est doté d'une injection directe avec des éléments pompe-ligne-buse (PLB) à commande électronique. Il n'y a pas de pompe d'injection conventionnelle installée, mais plutôt, comme dans un système pompe-buse, un élément PLB qui est relié à la buse d'injection par une courte conduite haute pression. La pression d'injection est générée dans l'élément PLB via un piston actionné par l'arbre à cames. Pendant que la pression d'injection s'établit dans l'élément PLB, l'unité de commande du moteur peut contrôler l'électrovanne électronique de l'injecteur afin de réguler l'injection de carburant. Plusieurs injections sont possibles par cycle de travail. La pression d'injection la plus élevée est de 160 MPa.
Afin d'améliorer l'efficacité thermodynamique du moteur, celui-ci est équipé d'un turbocompresseur des gaz d'échappement et d'un intercooler air-air. La turbine à gaz d'échappement du turbocompresseur a un diamètre relativement petit pour une meilleure réponse. Elle est conçue pour une plage de vitesse fixe et n’a pas d’aubes directrices réglables. Une soupape de décharge régule la pression de suralimentation. À un régime moteur de 1 300 tr/min, la pression moyenne la plus élevée de 2,17 MPa est atteinte; la pression de suralimentation la plus élevée autorisée est de 285 kPa.
La consommation de carburant ({\displaystyle b_{e}}) la plus faible pour l'OM 906 est de 188 g/(kW·h) à une vitesse de 1 450 tr/min et une pression de service de 1,6 MPa. Lors du lancement de l'Unimog 405, seules les versions OM 904 de 110 kW et 130 kW de puissance et les versions OM 906 de 170 kW et 205 kW de puissance étaient initialement disponibles. Tous répondent à la norme d'émissions Euro III. Avec l'introduction de la norme d'émission Euro IV, la puissance de toutes les variantes de moteur, à l'exception de la version de 130 kW, a été augmentée de 5 kW; Lorsque la norme d'émission Euro V a été introduite, les valeurs de performance des moteurs n'ont pas changé. Les versions Euro IV et Euro V sont équipées d'un pot catalytique SCR pour réduire les oxyde d'azote des gaz d'échappement. Une exception est l'OM 906 utilisé dans le Freightliner Unimog, qui répond aux exigences de la norme d'émission EPA4 et qui, avec 194 kW, a environ 11 kW de puissance en moins que son homologue allemand. Aux États-Unis, l'Unimog 405 a été retiré du marché en 2007 avec l'introduction de la norme d'émission EPA7. Grâce au principe diesel, les OM 904 et OM 906 sont des moteurs multicarburants homologués d’usine pour fonctionner avec Ester méthylique d'huile végétale.

#### OM 934 et OM 936
Daimler AG a présenté les OM 934 et OM 936 en 2013 en tant que successeurs des OM 904 et OM 906. Les deux nouveaux moteurs répondent à la norme d'émissions Euro VI. Les niveaux de puissance sont de 115 kW, 130 kW et 170 kW (pour l’OM 934) ainsi que de 200 kW, 220 kW et 260 kW (pour l’OM 936). La puissance du frein moteur est de 178 kW (pour l’OM 934) et 302 kW (pour l’OM 936). Comme pour la gamme de moteurs précédente, la base technique des deux moteurs est la même.
Les deux moteurs sont des moteurs diesel en ligne avec un alésage de cylindre de 110 mm et une course de piston de 135 mm, ce qui donne une cylindrée de 5 132 cm3 pour le quatre cylindres et de 7 698 cm3 pour le six cylindres. La compression est de {\displaystyle \epsilon } = 17,6 et les moteurs sont équipés d'un turbocompresseur et d'un refroidissement des gaz d'échappement. Contrairement à ses prédécesseurs, une injection directe à rampe commune à commande électronique est utilisée, qui permet jusqu'à cinq injections par cycle de travail et fonctionne avec une pression d'injection maximale allant jusqu'à 240 MPa . La culasse a été entièrement repensée. Contrairement aux OM 904/906, les nouveaux moteurs sont dotés d'une culasse à flux transversal et de quatre soupapes en tête actionnées par des arbres à cames en tête (arbre à cames). Le calage des soupapes est variable, pour celui-ci, le réglage de l'arbre à cames du moteur essence M 272 de Mercedes-Benz a été installé. Le réglage des arbres à cames est utilisé, entre autres, dans l'épuration des gaz d'échappement afin d'atteindre plus rapidement la température des gaz d'échappement requise pour le catalyseur. L'épuration des gaz d'échappement fonctionne avec un filtre à particules de suie et une réduction catalytique sélective.

### Système hydraulique

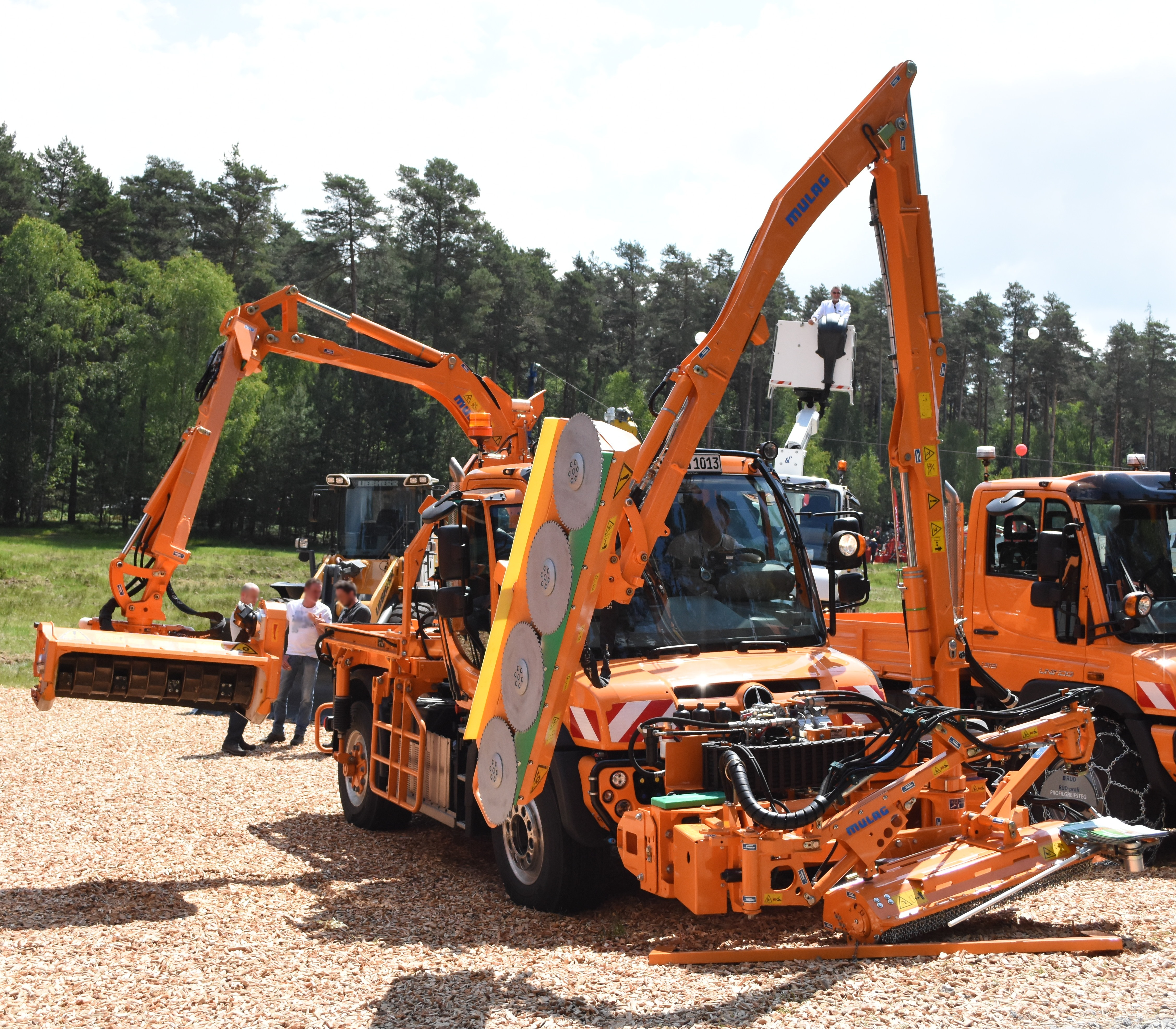
L'Unimog 405 peut être équipé de divers accessoires à entraînement hydraulique

L'Unimog 405 comporte deux systèmes hydrauliques distincts : le système hydraulique de puissance et le système hydraulique de travail. Les deux systèmes sont conçus comme des systèmes à double circuit, il y a donc quatre circuits hydrauliques au total. La puissance pouvant être transmise via les deux systèmes hydrauliques est de 130 kW. L'énergie non utilisée dans le système hydraulique, qui n'est pas convertie en travail mécanique, est rejetée dans l'environnement sous forme de chaleur perdue via un refroidisseur d'huile. Le système est contrôlé avec un joystick.

#### Système hydraulique de puissance
Le système hydraulique de puissance est conçu pour les outils qui fournissent en permanence une puissance élevée, de l'ordre de 40 kW. Il est installé sous la carrosserie arrière de l'Unimog 405 entre les longerons du châssis-échelle et il peut être retiré si nécessaire. Il est entraîné en permanence par le moteur et ne dépend donc ni de la vitesse de conduite ni de la vitesse de transmission. Le système dispose d'un circuit hydraulique ouvert et fermé. Un débit élevé est obtenu en circuit ouvert, ce qui nécessite un grand vase d'expansion d'huile. Il convient par exemple à l'entraînement de vérins hydrauliques ou de grue. D'autres accessoires peuvent être actionnés via le circuit hydraulique fermé, plus compact.

#### Système hydraulique de travail
Le système hydraulique de travail est développé pour le fonctionnement d'appareils plus petits. Il peut être équipé de diverses pompes hydrauliques et vannes de régulation en fonction des exigences de l'application. À <20 kW par circuit hydraulique, la puissance maximale disponible est inférieure à la moitié de celle du système hydraulique de puissance.

### Système électrique et équipement électronique
L'Unimog 405 dispose d'un système électrique avec une tension système de 24 V. Un alternateur triphasé d'une tension nominale de 28 V, pouvant fournir un courant de 80 A, est installé en standard. Un alternateur plus puissant de 100 A est également disponible d’usine. Deux accumulateurs au plomb-acide sulfurique avec une tension de fonctionnement de 12 V et une capacité de batterie de 115 A·h sont installés, qui sont connectés en série. Afin d'alimenter les petits appareils en tension électrique, des prises de 12 ou 24 volts sont installées à l'avant, dans la cabine du conducteur, à l'arrière et dans le compartiment à batterie derrière la cabine du conducteur. Tous les modèles de la gamme 405 sont également équipés d'un système de bus CAN numérique et de diverses unités de commande électroniques pour le moteur, le tableau de bord, la transmission, les prises de force et le tachygraphe électronique. Drive-by-wire et shift-by-wire ont été utilisés pour la première fois dans l'Unimog avec la gamme 405.